# Torrent del Frare
El torrent del Frare és un curs d'aigua de Viladecavalls (Vallès Occidental) afluent per la dreta de la riera de Gaià. Recull les aigües dels turons de Turu i Santa Coloma.